# 오빈역
오빈역(梧濱驛, Obin station)은 경기도 양평군 양평읍 오빈리에 있는 수도권 전철 경의·중앙선의 전철역이다.

## 개요
수도권 전철 중앙선이 지나는 이 역은 오빈리의 교통 편의 증진을 위하여 양평군에서 요청하여 추가로 건설되었다. 양평군에서 아신역 - 양평역간의 긴 역간 거리로 오빈역의 신설을 한국철도시설공단에 요구하여 예비 타당성 조사를 진행한 결과 2009년부터 연간 약 2억원의 적자가 예상되며 손익분기점까지는 30년이 소요될 것이라고 발표되어 한국철도시설공단에서는 지자체인 양평군에서 오빈역 건설 사업비 130억원을 제공하면 역을 짓겠다는 의견에 양평군에서 역 건설비와 운영비를 지급하는 조건으로 건설이 완료되었으며, 2010년 12월 21일에 개통되었다.

## 역사
- 2009년 12월 23일 : 수도권 전철 경의중앙선 국수 ~ 용문 구간이 개통되었으나 역사가 완공되지 않아 개업하지 않았고, 따라서 모든 열차가 이 역을 무정차 통과
- 2010년 12월 21일 : 수도권 전철 중앙선 오빈역 개통[2][3]

## 역 구조
2면 2선의 승강장이 있는 고가역이다. 스크린도어가 설치되어 있다.

### 승강장
| ↑ 아신 |
| \| １  |
| 양평 ↓ |

| 1 | ● 수도권 전철 경의·중앙선 | 양평 · 용문 · 지평 방면        |
| 2 | ● 수도권 전철 경의·중앙선 | 덕소 · 구리 · 회기 · 문산 방면 |

## 역 주변
- 오빈3리
- 의무근무대
- 오빈3리 민원실, 노인회관
- 오빈교차로
- 양평들꽃수목원
- 양근성터

## 이용객 변동
2010년 자료는 개통일인 2010년 12월 21일부터 12월 31일까지인 11일 기준으로 환산한 것이다.
| 노선        | 노선 | 일평균 인원수 (명/일) | 일평균 인원수 (명/일) | 일평균 인원수 (명/일) | 일평균 인원수 (명/일) | 일평균 인원수 (명/일) | 일평균 인원수 (명/일) | 일평균 인원수 (명/일) | 일평균 인원수 (명/일) | 일평균 인원수 (명/일) | 일평균 인원수 (명/일) | 각주  |
| 노선        | 노선 | 2005년                | 2006년                | 2007년                | 2008년                | 2009년                | 2010년                | 2011년                | 2012년                | 2013년                | 2014년                | 각주  |
| ----------- | ---- | --------------------- | --------------------- | --------------------- | --------------------- | --------------------- | --------------------- | --------------------- | --------------------- | --------------------- | --------------------- | ----- |
| 경의·중앙선 | 승차 | 미개통                | 미개통                | 미개통                | 미개통                | 미개통                | 127                   | 284                   | 328                   | 325                   | 322                   | [ 4 ] |
| 경의·중앙선 | 하차 | 미개통                | 미개통                | 미개통                | 미개통                | 미개통                | 132                   | 282                   | 321                   | 316                   | 319                   | [ 4 ] |
| 노선        | 노선 | 2015년                | 2016년                | 2017년                | 2018년                | 2019년                | 2020년                | 2021년                | 2022년                | 2023년                |                       | [ 4 ] |
| 경의·중앙선 | 승차 | 351                   | 357                   | 374                   | 343                   | 334                   | 245                   | 264                   | 301                   | 308                   |                       | [ 4 ] |
| 경의·중앙선 | 하차 | 345                   | 352                   | 366                   | 340                   | 332                   | 246                   | 263                   | 298                   | 310                   |                       | [ 4 ] |

## 인접한 역
| 중앙선                        | 중앙선                                               | 중앙선                        |
| ----------------------------- | ---------------------------------------------------- | ----------------------------- |
| K133 아신 문산 방면 문산 방면 | ● 수도권 전철 경의·중앙선 본선 완행 경의선 본선 급행 | K135 양평 지평 방면 용문 방면 |

## 사진

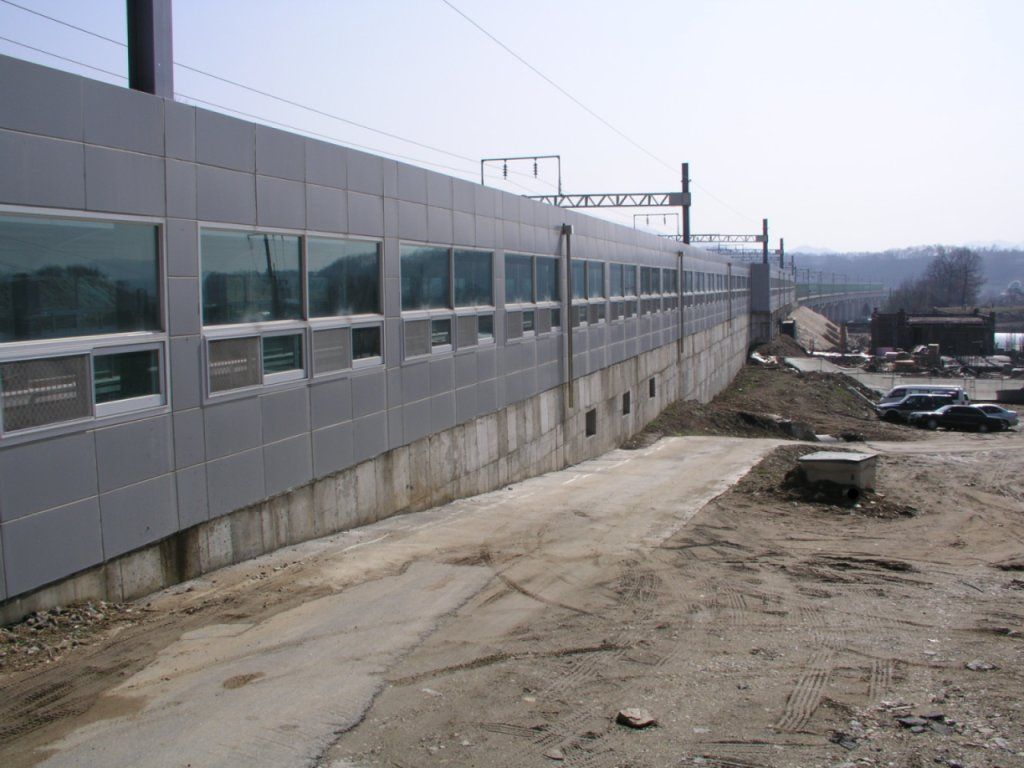
역 전경 (2010년 4월 촬영, 당시 오빈역 공사중)
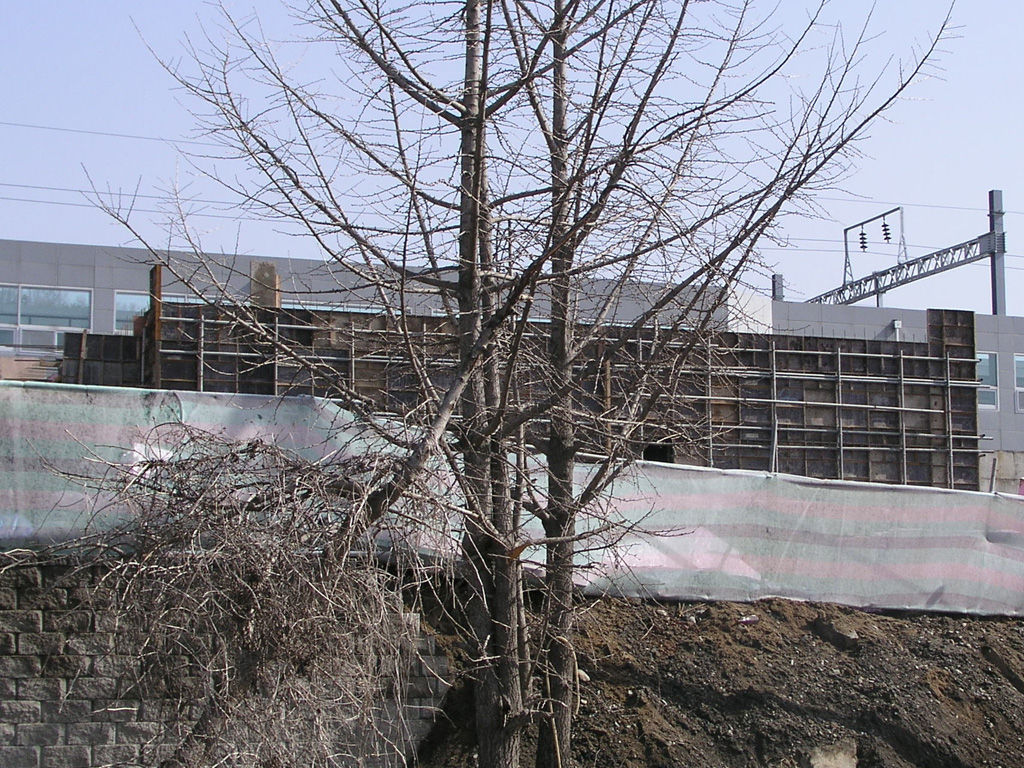
오빈역 공사 당시의 모습
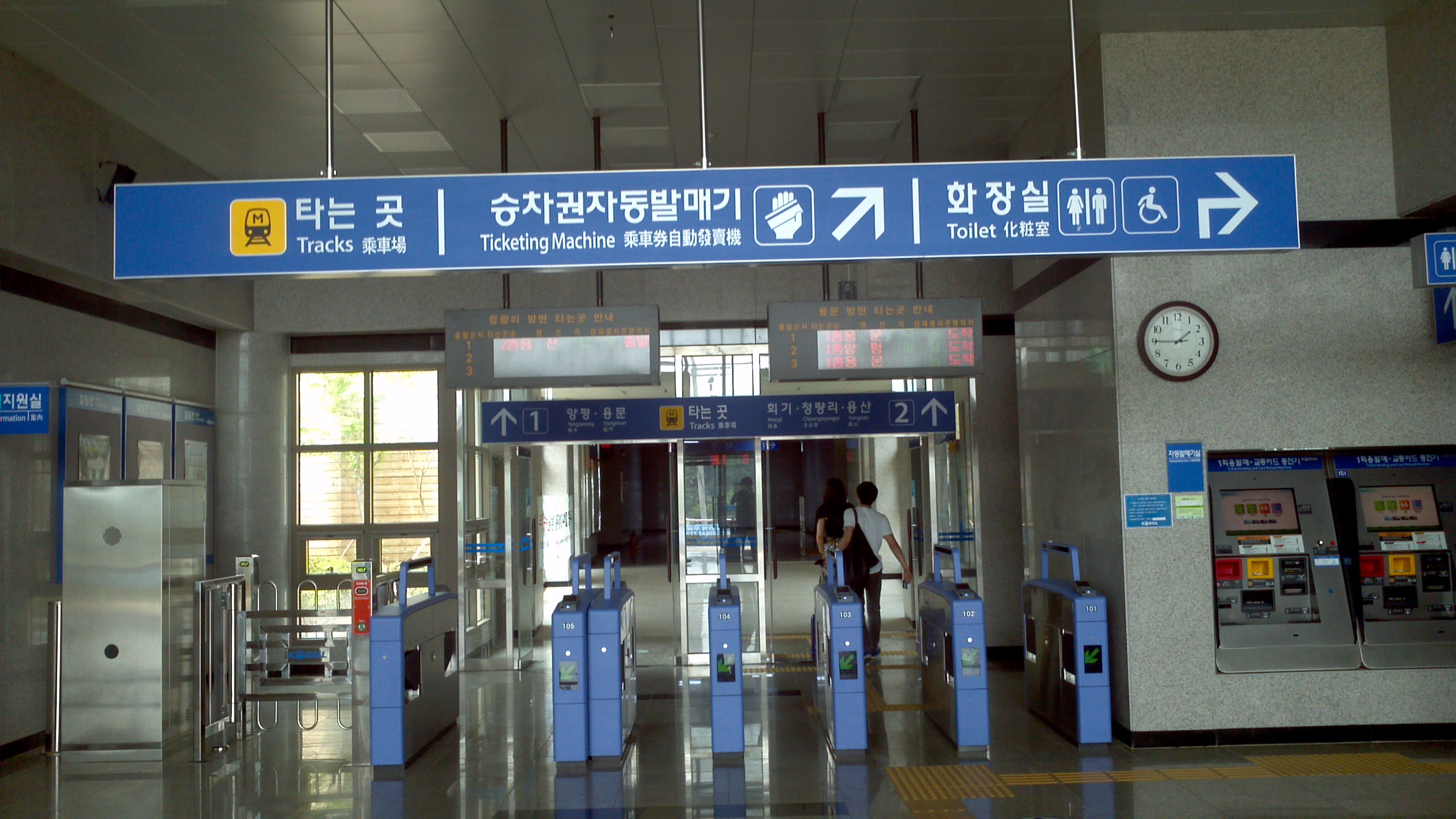
대합실
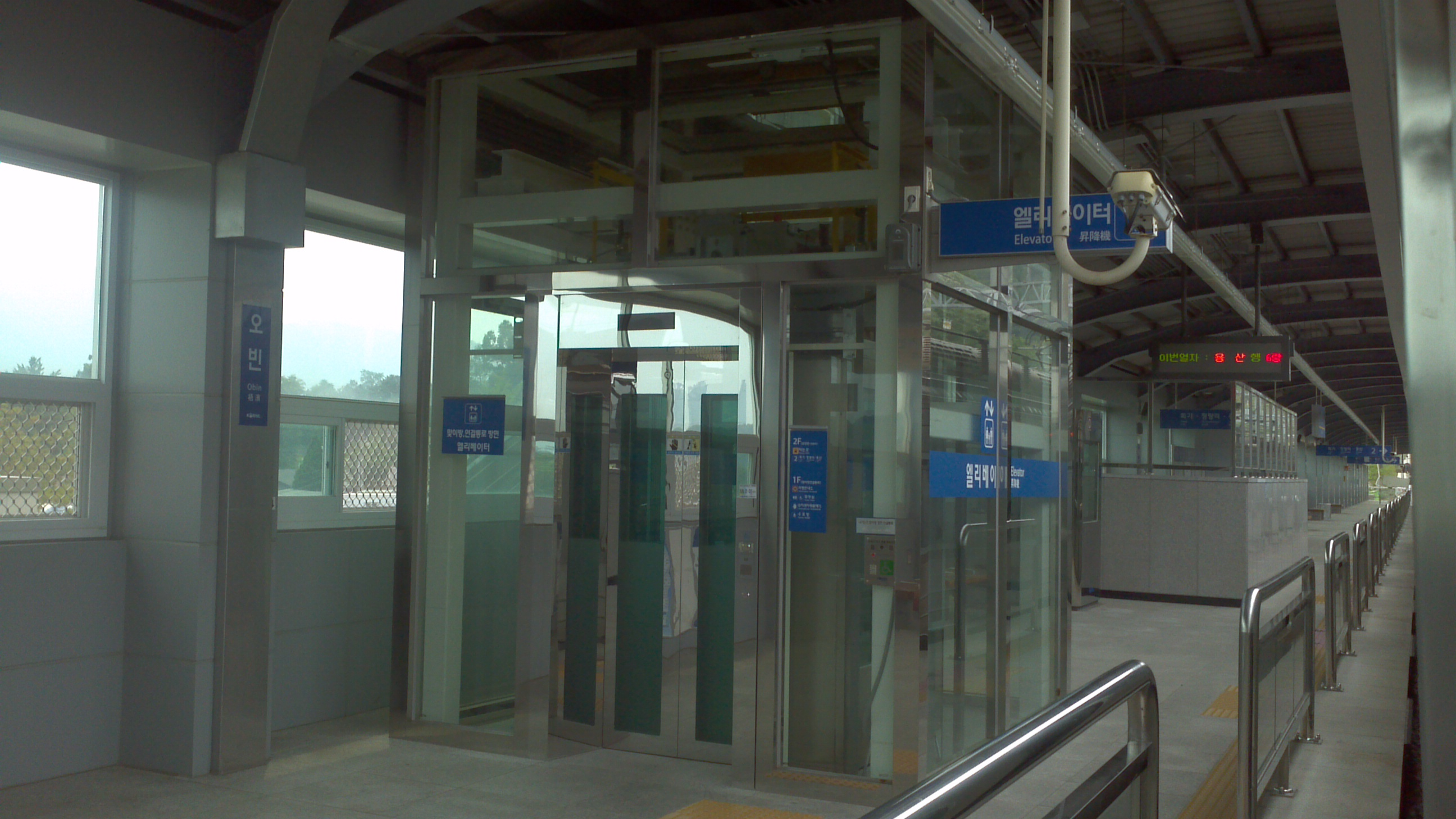
승강장